# Posejny
Posejny – wieś w Polsce położona w województwie podlaskim, w powiecie sejneńskim, w gminie Sejny.
Wieś duchowna położona była w końcu XVIII wieku w powiecie grodzieńskim województwa trockiego.
W 1827 wieś ma 11 domów i 145 mieszkańców.
W 1929 r. wieś należała do gminy Berżniki. Majątek ziemski posiadał tu Piotr Szyryński (51 mórg). Działały tu kamieniołomy Kazimierza Brzozowskiego.
W latach 1975–1998 miejscowość administracyjnie należała do województwa suwalskiego.